# NB-8 Kornat
NB-8 Kornat bio je naoružani brod u sastavu mornarice NOVJ. Prije uvrštavanja u partizansku flotu koristio se kao tunolovac.
24. srpnja 1944. nasukao se kod Zlatnog rata na Braču. U nemogućnosti da ga oslobode, posada se evakuira te ga sljedeći dan otkrivaju Nijemci i zapaljuju.